# Cronologia da pandemia de COVID-19 em novembro de 2022
Este artigo documenta a cronologia e epidemiologia do vírus SARS-CoV-2 em novembro de 2022, o vírus que causa a COVID-19 e é responsável pela pandemia de COVID-19. Os primeiros casos humanos da COVID-19 foram identificados em Wuhan, República Popular da China, em dezembro de 2019.

## Cronologia

### 1 de novembro
- A Malásia registrou 2913 novos casos, elevando o número total para 4.905.877. Houve 2.599 recuperações, elevando o número total para 4.837.652. Três mortes foram relatadas, elevando o número de mortos para 36.478.[1]
- Singapura registrou 5652 novos casos, elevando o número total para 2.108.024.[2]

### 2 de novembro
Relatório Semanal da OMS:
- A Malásia registrou 3.969, elevando o número total para 4.909.846. Houve 2.696 recuperações, elevando o número total de recuperações para 4.840.348. Houve duas mortes, elevando o número de mortos para 36.480.[4]
- Singapura registrou 4.086 novos casos, elevando o número total para 2.112.110. Duas novas mortes foram relatadas, elevando o número de mortos para 1.682.[2]

### 3 de novembro
- A Malásia registrou 4.711 novos casos, elevando o número total para 4.914.557. Houve 3.120 recuperações, elevando o número total de recuperações para 4.843.468. O número de mortos permaneceu nos 36.480.[5]
- Singapura registrou 3.511 novos casos, elevando o número total para 2.115.621. Uma nova morte foi relatada, elevando o número de mortos para 1.683.[6]

### 4 de novembro
- A Malásia registrou 4.360 novos casos, elevando o número total para 4.918.917. Houve 3.429 recuperações, elevando o número total de recuperações para 4.846.897. Uma morte foi relatada, elevando o número de mortos para 36.481.[7]
- Singapura registrou 3.128 novos casos, elevando o número total para 2.118.749. Duas novas mortes foram relatadas, elevando o número de mortos para 1.685.[6]

### 5 de novembro
- A Malásia comunicou 4.621 novos casos, elevando o número total para 4.923.538. Houve 3.577 recuperações, elevando o número total de recuperações para 4.850.474. Foi reportada uma morte, elevando o número de mortos para 36.482[8]
- Singapura comunicou 2.686 novos casos, elevando o número total para 2.121.435. Foi reportada uma nova morte, elevando o número de mortos para 1,686[6]
- A Dependência de Ross relatou 73 novos casos detectados na Estação McMurdo.[9][10]
- O Rio de Janeiro, no Brasil, registra o primeiro caso local da subvariante ômicron BQ.1.[11]

### 6 de novembro
- A Malásia relatou 3.913 novos casos, elevando o número total para 4.927.451. Houve 3.774 recuperações, elevando o número total de recuperações para 4.854.248. Cinco mortes foram relatadas, elevando o número de mortes para 36.487.[12]
- Singapura relatou 1.893 novos casos, elevando o número total para 2.123.328. Uma nova morte foi relatada, elevando o número de mortos para 1.687.[6]

### 7 de novembro
- A Malásia relatou 2.521 novos casos, elevando o número total para 4.929.972. Houve 4.695 recuperações, elevando o número total de recuperações para 4.858.943. Houve oito mortes, elevando o número de mortos para 36.495.[13]
- A Nova Zelândia informou 20.802 novos casos na última semana, elevando o número total para 1.872.459. Houve 20.466 recuperações, elevando o número total de recuperações para 1.849.572. Houve 13 mortes, elevando o número de mortos para 2.119.[14]
- Singapura relatou 1.676 novos casos, elevando o número total para 2.125.004. Três novas mortes foram relatadas, elevando o número total de mortos para 1.690.[6]
- O Comissário de Alimentos e Drogas dos Estados Unidos, Robert Califf, testou positivo para a COVID-19.[15]

### 8 de novembro
- A França ultrapassa 37 milhões de casos de COVID-19.[16]
- Adélie Land relata os primeiros 20 novos casos detectados na Estação Dumont d'Urville.[17]
- A Malásia relatou 3.781 novos casos, elevando o número total para 4.933.753. Houve 2.979 recuperações, elevando o número total de recuperações para 4.861.792. Houve nove mortes, elevando o número de mortos para 36.504.[18]
- Singapura relatou 3.568 novos casos, elevando o número total para 2.128.572. Uma nova morte foi relatada, elevando o número de mortos para 1.691.[6]

### 9 de novembro
Relatório Semanal da OMS:
- A Malásia relatou 3.267 novos casos, elevando o número total para 4.937.020. Houve 4.026 recuperações, elevando o número total de recuperações para 4.865.677. Houve dez mortes, elevando o número de mortos para 36.514.[20]
- Singapura relatou 2.982 novos casos, elevando o número total para 2.131.554. Duas novas mortes foram relatadas, elevando o número de mortos para 1.693.[6]

### 10 de novembro
- A Alemanha ultrapassa 36 milhões de casos de COVID-19.[21]
- A Coreia do Sul relatou 55.365 novos casos, superando 26 milhões de casos relativos, elevando o número total para 26.037.020.[22]
- A Malásia relatou 3.436 novos casos, elevando o número total para 4.940.456. Houve 4.292 recuperações, elevando o número total de recuperações para 4.869.969. Houve oito mortes, elevando o número de mortos para 36.522.[23]
- Singapura relatou 2.765 novos casos, elevando o número total para 2.134.319.

### 11 de novembro
- O Japão informou 74.093 novos casos diários, ultrapassando 23 milhões de casos relativos, elevando o número total para 23.030.330.[24]
- A Malásia relatou 3.245 novos casos, elevando o número total para 4.943.701. Houve 4.208 recuperações, elevando o número total de recuperações para 4.874.177. Houve 15 mortes, elevando o número de mortos para 36.537.[25]
- Singapura relatou 2.339 novos casos, elevando o número total para 2.136.658.

### 12 de novembro
- A Malásia relatou 2.882 novos casos, elevando o número total para 4.946.583. Houve 4.730 recuperações, elevando o número total de recuperações para 4.878.828. Houve nove mortes, elevando o número de mortos para 36.546.[26]
- Singapura relatou 1.940 novos casos, elevando o número total para 2.138.598. Uma nova morte foi relatada, elevando o número de mortos para 1.694.
- Taiwan relatou 19.224 novos casos, superando 8 milhões de casos relativos, elevando o número total para 8.015.698. Foram relatados 60 novos casos, elevando o número de mortes para 13.501.[27]
- 800 pessoas a bordo do Ruby Princess testaram positivo para a COVID-19 quando chegou em Sydney, vinda da Nova Zelândia.[28]

### 13 de novembro
- A Malásia relatou 2.234 novos casos, elevando o número total para 4.948.817. Houve 3.836 recuperações, elevando o número total de recuperações para 4.882.664. Houve duas mortes, elevando o número de mortos para 36.548.[29]
- A Nova Zelândia relatou 21.595 novos casos, elevando o número total para 1.894.029. Houve 20.749 recuperações, elevando o número total de recuperações para 1.870.321. Houve 35 mortes, elevando o número de mortos para 2.154.[30]
- Singapura relatou 1.501 novos casos, elevando o número total para 2.140.099. Uma nova morte foi relatada, elevando o número de mortos para 1.695.

### 14 de novembro
- A Malásia relatou 1.749 novos casos, elevando o número total para 4.950.566. Houve 2.564 recuperações, elevando o número total de recuperações para 4.885.228. Houve seis mortes, elevando o número de mortos para 36.554.[31]
- Singapura informou 1.312 novos casos, elevando o número total para 2.141.411. Duas novas mortes foram relatadas, elevando o número de mortos para 1.697.
- A cantora sul-coreana Taeyeon, da Girls' Generation, testou positivo para a COVID-19.[32]

### 15 de novembro
- A Malásia relatou 2.852 novos casos, elevando o número total para 4.953.418. Houve 3.710 recuperações, elevando o número total de recuperações para 4.888.938. Houve 12 mortes, elevando o número de mortos para 36.566.[33]
- Singapura relatou 3.111 novos casos, elevando o número total para 2.144.522.
- O primeiro-ministro cambojano, Hun Sen, testou positivo para a COVID-19 após sediar a cúpula do G20.[34]

### 16 de novembro
Relatório Semanal da OMS:
- Hong Kong ultrapassa 2 milhões de casos de COVID-19.
- A Malásia relatou 3.304 novos casos, elevando o número total para 4.956.722. Houve 3.045 recuperações, elevando o número total de recuperações para 4.891.983. Houve oito mortes, elevando o número de mortos para 36.574.[36]
- Singapura relatou 2.184 novos casos, elevando o número total para 2.146.706. Uma nova morte foi relatada, elevando o número de mortos para 1.698.[37]
- Os Estados Unidos da América em breve passarão de 100 milhões de casos, o que faria dele o primeiro país a passar este marco sombrio.[38]
- O CDC está atualmente rastreando uma nova subvariante da Ómicron chamada BN.1, que pode se tornar uma variante de preocupação em breve.[38]

### 17 de novembro
- A Malásia relatou 3.457 novos casos, elevando o número total para 4.960.179. Houve 3.736 recuperações, elevando o número total de recuperações para 4.895.719. Houve nove mortes, elevando o número de mortos para 36.583.[39]
- Singapura relatou 2.088 novos casos, elevando o número total para 2.148.794. Uma nova morte foi relatada, elevando o número de mortos para 1.699.[40]

### 18 de novembro
- O Brasil ultrapassa 35 milhões de casos de COVID-19.[41]
- A Malásia relatou 3.037 novos casos, elevando o número total para 4.963.216. Houve 3.198 recuperações, elevando o número total de recuperações para 4.898.917. Houve cinco mortes, elevando o número de mortos para 36.588.[42]
- Singapura relatou 1.908 novos casos, elevando o número total para 2.150.702.[40]
- John Kerry, Enviado Presidencial Especial para o Clima dos Estados Unidos, testou positivo para a COVID-19 durante as negociações climáticas da COP27.[43]

### 19 de novembro
- A Itália ultrapassa 24 milhões de casos de COVID-19.[44]
- A Malásia relatou 2.450 novos casos, elevando o número total para 4.965.666. Houve 3.000 recuperações, elevando o número total de recuperações para 4.901.917. Houve cinco mortes, elevando o número de mortos para 36.593.[45]
- Singapura relatou 1.666 novos casos, elevando o número total para 2.152.368.[40]
- A governadora do Oregon, Kate Brown, testou positivo para a COVID-19.[46]

### 20 de novembro
- A Malásia relatou 1.633 novos casos, elevando o número total para 4.967.299. Houve 1.989 recuperações, elevando o número total de recuperações para 4.903.906. Houve duas mortes, elevando o número de mortos para 36.595.[47]
- Singapura relatou 1.167 novos casos, elevando o número total para 2.153.535. Uma nova morte foi relatada, elevando o número de mortos para 1.700.[40]

### 21 de novembro
- A Malásia relatou 2.121 novos casos, elevando o número total para 4.969.420. Houve 1.764 recuperações, elevando o número total de recuperações para 4.905.670. Houve 14 mortes, elevando o número de mortos para 36.609.[48]
- A Nova Zelândia informou 24.068 novos casos na última semana, elevando o número total para 1.918.070. Houve 21.532 recuperações, elevando o número total de recuperações para 1.891.853. Houve 28 mortes, elevando o número de mortos para 2.132.[49]
- Singapura relatou 1.098 novos casos, elevando o número total para 2.154.633.[40]
- O Chefe do Executivo de Hong Kong, John Lee Ka-chiu, testou positivo para a COVID-19 após participar da cúpula da APEC com Xi Jinping.[50]

### 22 de novembro
- A Malásia relatou 2.516 novos casos, elevando o número total para 4.971.936. Houve 2.643 recuperações, elevando o número total de recuperações para 4.908.313. Houve 11 mortes, elevando o número de mortos para 36.620.[51]
- Singapura informou 2.388 novos casos, elevando o número total para 2.157.021. Uma nova morte foi relatada, elevando o número de mortos para 1.701.[40]
- A atriz inglesa Kym Marsh testou positivo para a COVID-19 e perdeu seu show de fim de semana.[52][53]

### 23 de novembro
Relatório Semanal da OMS:
- O Japão relatou 133.361 novos casos diários, ultrapassando 24 milhões de casos relativos, elevando o número total para 24.068.806.[55]
- A Malásia relatou 3.537 novos casos, elevando o número total para 4.975.473. Houve 3.319 recuperações, elevando o número total de recuperações para 4.911.632. Houve oito mortes, elevando o número de mortos para 36.628.[56]
- Singapura relatou 1.688 novos casos, elevando o número total para 2.158.709.[40]
- A governadora do Novo México, Michelle Lujan Grisham, testou positivo para a COVID-19 pela segunda vez.[57]

### 24 de novembro
- A Malásia relatou 2.877 novos casos, elevando o número total para 4.978.350. Houve 3.226 recuperações, elevando o número total de recuperações para 4.914.858. Houve oito mortes, elevando o número de mortos para 36.636.[58]
- Singapura relatou 1.615 novos casos, elevando o número total para 2.160.324.[59]

### 25 de novembro
- A Malásia relatou 3.024 novos casos, elevando o número total para 4.981.374. Houve 2.969 recuperações, elevando o número total de recuperações para 4.917.827. Houve oito mortes, elevando o número de mortos para 36.644.[60]
- Singapura relatou 1.349 novos casos, elevando o número total para 2.161.673. Uma nova morte foi relatada, elevando o número de mortos para 1.702.[59]
- O Reino Unido ultrapassa 24 milhões de casos de COVID-19.[61]

### 26 de novembro
- A China relatou 34.398 novos casos.
- A Malásia relatou 2.898 novos casos, elevando o número total para 4.984.272. Houve 2.789 recuperações, elevando o número total de recuperações para 4.920.616. Houve quatro mortes, elevando o número de mortos para 36.648.[62]
- Singapura relatou 1.290 novos casos, elevando o número total para 2.162.963.[59]

### 27 de novembro
- A Malásia relatou 2.022 novos casos, elevando o número total para 4.986.294. Houve 1.819 recuperações, elevando o número total de recuperações para 4.922.435. Houve quatro mortes, elevando o número de mortos para 36.652.[63]
- Singapura relatou 909 novos casos, elevando o número total para 2.163.872.[59]

### 28 de novembro
- A Malásia relatou 2.465 novos casos, elevando o número total para 4.988.759. Houve 2.029 recuperações, elevando o número total de recuperações para 4.924.464. Houve cinco mortes, elevando o número de mortos para 36.657.[64]
- A Nova Zelândia informou 27.076 novos casos na última semana, elevando o número total para 1.945.117. Houve 24.018 recuperações, elevando o número total de recuperações para 1.915.871. Houve 30 mortes, elevando o número de mortos para 2.212.[65]
- Singapura relatou 817 novos casos, elevando o número total para 2.164.689.[59]

### 29 de novembro
- A Coreia do Sul relatou 71.476 novos casos, superando 27 milhões de casos relativos, elevando o número total para 27.031.319.[66]
- A Malásia relatou 1.672 novos casos, elevando o número total para 4.990.431. Houve 2.722 recuperações, elevando o número total de recuperações para 4.927.186. Houve 10 mortes, elevando o número de mortos para 36.667.[67]
- Singapura informou 1.838 novos casos, elevando o número total para 2.166.527. Uma nova morte foi relatada, elevando o número de mortos para 1.703.[59]

### 30 de novembro
Relatório Semanal da OMS:
- A Malásia registrou 1.737 novos casos, elevando o número total para 4.992.168. Houve 3.338 recuperações, elevando o número total de recuperações para 4.930.524. Houve 17 mortes, elevando o número de mortes para 36.684.[69]
- O Panamá superou 1 milhão de casos de COVID-19.[70]
- Singapura registrou 1.370 novos casos, elevando o número total para 2.167.897.[59]